# Khartoum International
Il Khartoum International è stato un torneo di tennis facente parte del Grand Prix giocato nel 1976 a Khartoum in Sudan su campi in cemento.

## Albo d'oro

### Singolare
| Anno | Vincitore  | Finalista   | Punteggio          |
| ---- | ---------- | ----------- | ------------------ |
| 1976 | Mike Estep | Thomaz Koch | 6-4, 6-7, 6-4, 6-3 |